# Konishi Hirosada
Konishi Hirosada (japonès: 五粽亭広貞)  (c. 1810 - c. 1864), també conegut com a "Gosōtei Hirosada", va ser un pintor de gravats d'estil ukiyo-e d'Osaka. El seu nom d'artista va ser primer "Sadahiro (貞 廣)", però va revertir l'ordre de les síl·labes el 1847. Una teoria és que va canviar el seu nom per fugir de la censura, però no és estrany que els artistes japonesos canviïn el seu nom per motius més fantàstics.

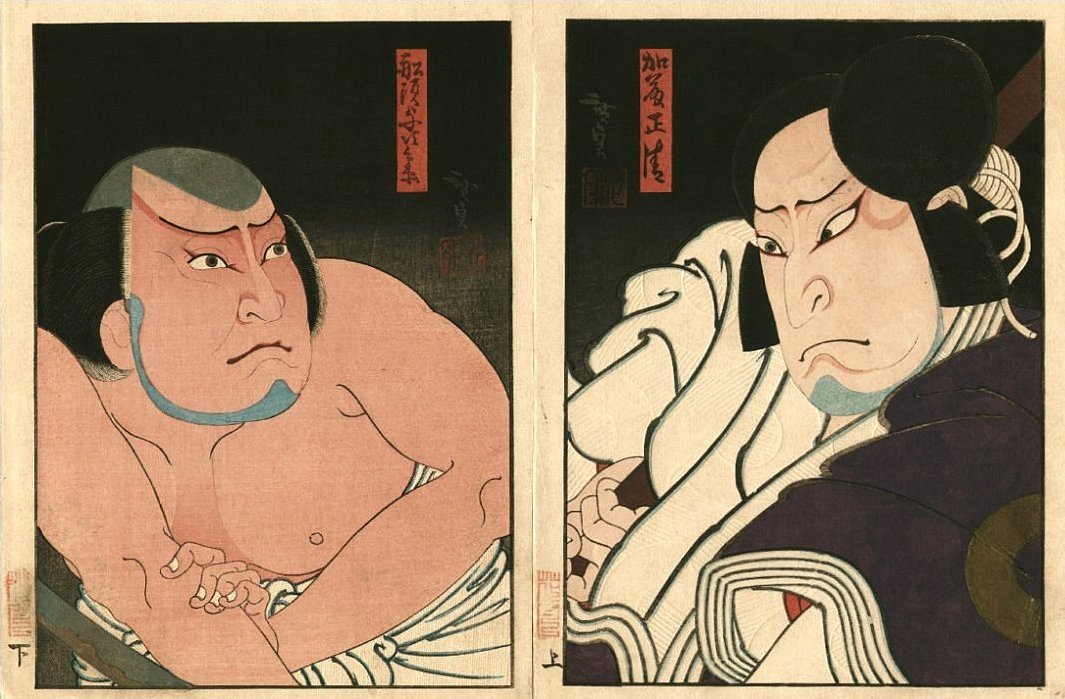
Impressió díptica de Hirosada I que mostra els actors Nakamura Utaemon IV com a Katō Masakiyo (dreta) i Nakamura Tomosa II com a mariners Yojibei (esquerra) a l'obra kabuki "Keisei Kiyome no Funauta", (1) 1851

Hirosada és membre de l'Escola d'Artistes d'Osaka, especialitzada en retrats d'actors. A finals de la dècada de 1840 i principis de la dècada de 1850 va ser el líder d’aquesta escola. Per raons desconegudes, Hirosada va deixar de dibuixar gravats el 1853 i va donar el seu nom al seu protegit conegut com a Hirosada II.